# Francis Don Miller
Francis Don Miller (* 9. April 1920 in Racine, Wisconsin; † 17. Januar 1996 in Colorado Springs, Colorado) war ein US-amerikanischer Sportfunktionär, Oberst der United States Army und erfolgreicher Generalsekretär des United States Olympic Committee (USOC).

## Leben
Nach der örtlichen Highschool besuchte er die University of Wisconsin, für die er unter anderem amerikanischer Hochschulmeister im Mittelgewicht Boxen wurde. Nach dem Bachelor-Examen verpflichtete er sich für 25 Jahre bei der United States Army und stieg bis zum Rang eines Obersts auf. Er wurde mit dem Silver Star und zweimal mit dem Purple Heart ausgezeichnet. Gegen Ende seiner Militärzeit war er der Vertreter der Army im amerikanischen NOK. Nach Ende der Militärzeit wurde Col. Miller von 1969 bis 1985 Generalsekretär des amerikanischen Olympischen Komitees, organisierte die Umstellung durch den Amateur Sports Act of 1978, sorgte für den Neubau in Colorado Springs und steuerte das USOC durch die Krisen der Olympiaboykotte von 1980 und 1984. Zu den Olympischen Spielen in Los Angeles übernahm er erstmals für das NOK eine Finanzgarantie von 40 %, nachdem der Staat Kalifornien und die Stadt Los Angeles jegliches Risiko ausgeschlossen hatten. So bekam das USOC den Grundstock von rund 100 Millionen US-Dollar für eine Stiftung, aus der bis heute Spitzensport finanziert wird.
Col. Miller war Ritter des Malteserorden. Er wurde für seine Verdienste 1984 mit dem Olympischen Orden ausgezeichnet und in die United States Olympic Hall of Fame aufgenommen.